# Chronologie du basket-ball
Cette page propose un accès chronologique aux évènements ayant marqué l'histoire du basket-ball. À chaque année est associé le (ou les) fait(s) le(s) plus marquant(s).
2010 - 2000 - 1990 - 1980 - 1970 - 1960 - 1950 - 1940 - 1930 - 1920 - 1910 - 1900 - 1890

## Années 2010
- 2015 : Finale du championnat d'Europe 2015 : 27 372 spectateurs sont rassemblés au Stade Pierre-Mauroy de Lille, record européen d’affluence pour un match de basket.
- 2012 : les équipes américaines masculine et féminine conservent leur titre de champion olympique.
- 2011 : en raison du lock-out, pour la deuxième fois dans l'histoire de la NBA - après celui de la saison NBA 1998-1999 - des matchs sont annulés.
- 2010 : les États-Unis retrouvent un titre mondial qu'ils n'avaient plus remporté depuis le titre de 1994.

## Années 2000

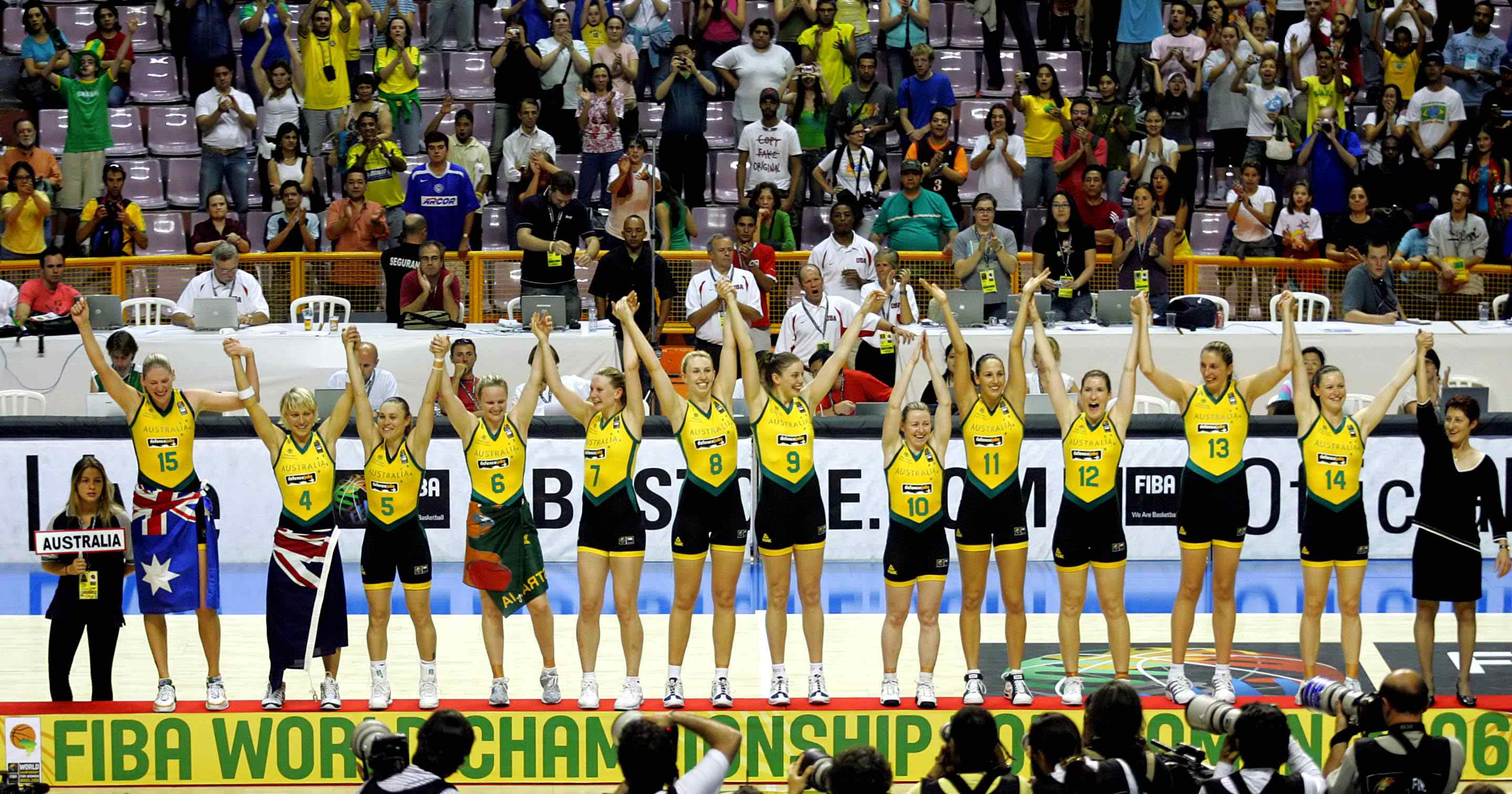
L'équipe féminine d'Australie, championne du monde en 2006.

- 2009 : l'Espagne remporte le premier titre de champion d'Europe de son histoire.
- 2008 : les États-Unis récupèrent leur titre de champion olympique.
- 2007 : Dirk Nowitzki est le premier européen à avoir été élu MVP en NBA. Tony Parker est le premier non-américain à avoir été élu MVP des Finales NBA.
- 2006 : Kobe Bryant inscrit 81 points sur un match de NBA.
- 2005 : Steve Nash est le premier non-américain (Hakeem Olajuwon étant naturalisé) à être élu MVP en NBA.
- 2004 : l'équipe d'Argentine masculine devient championne olympique. Les États-Unis sont troisièmes.
- 2003 : Michael Jordan met un terme à sa carrière.
- 2002 : première défaite des États-Unis avec des joueurs NBA lors d'un championnat du monde.
- 2001 : création de l'Adriatic League. La FIBA Europe devient indépendante de la FIBA.
- 2000 : la FIBA crée la Suproligue après avoir perdu les droits de l'Euroligue.

## Années 1990

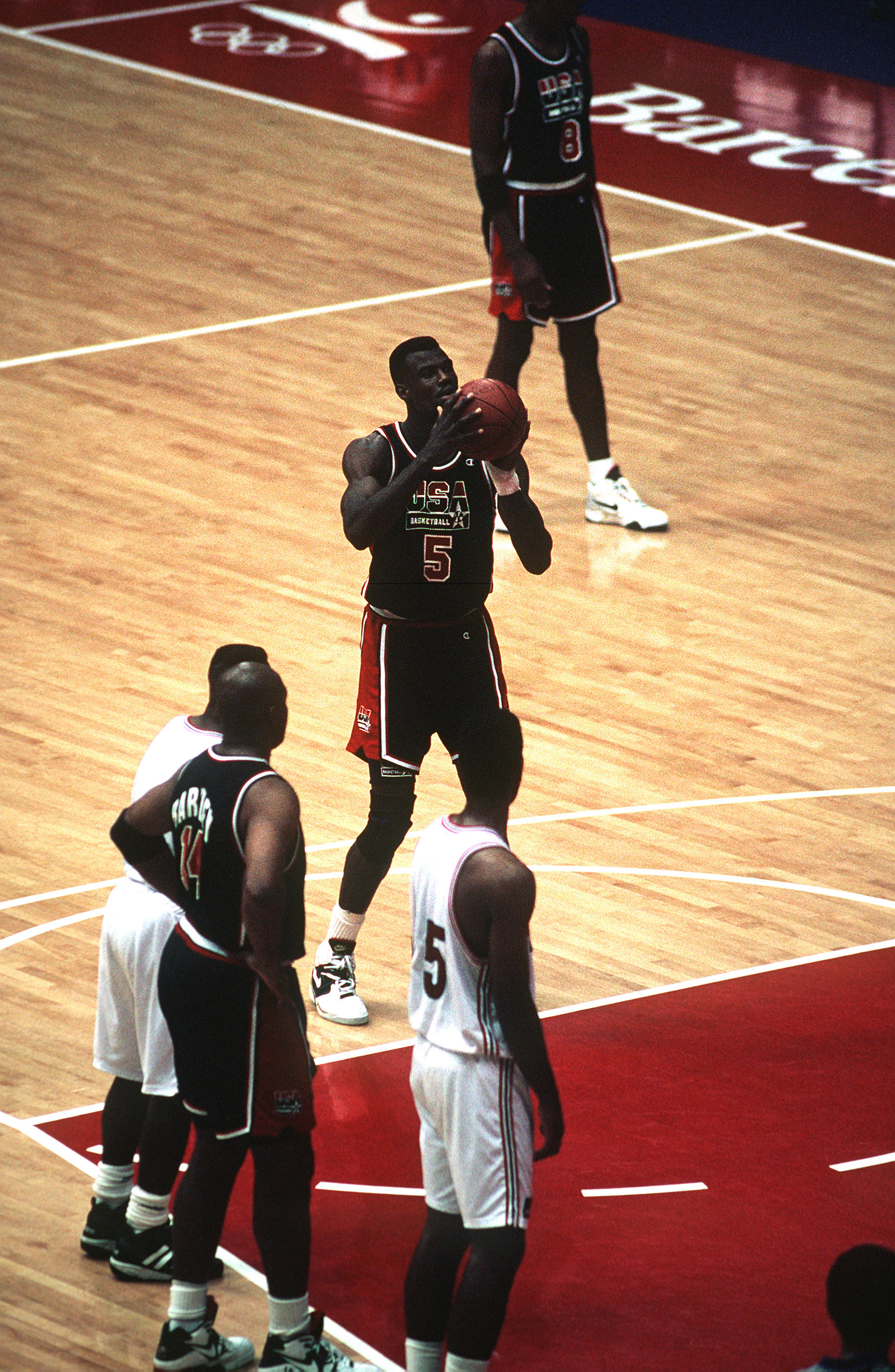
David Robinson avec la Dream Team aux Jeux olympiques de Barcelone en 1992.

- 1999 : grève massive des joueurs en NBA.
- 1998 : Michael Jordan annonce sa deuxième retraite.
- 1997 : en France, création de la Ligue féminine de basket.
- 1996 : création de la WNBA. Tariq Abdul-Wahad est le premier joueur français à jouer en NBA.
- 1995 : après trois ans d'embargo de l'ONU,  la Yougoslavie  est championne d'Europe.
- 1994 : les Houston Rockets obtiennent leur premier titre NBA. La Joventut Badalona décroche son premier titre d'Euroligue.
- 1993 : le CSP Limoges est le premier club français tous sports confondus champion d'Europe des clubs champions. Dražen Petrović, la perle du basket-ball européen trouve la mort dans un accident de voiture.
- 1992 : la Dream Team est championne olympique écrasant tout le monde sur son passage (43,8 points d'écart moyen).
- 1991 : Magic Johnson avoue sa séropositivité, un des premiers dans le monde du sport, qui permettra de renforcer les mesures de précaution dans le sport.
- 1990 : la Yougoslavie  (Petrović, Divac, Kukoč..) est sacrée championne du Monde.

## Années 1980
- 1989 : création de l'International Wheelchair Basketball Federation. Création du championnat des Amériques féminin.
- 1988 : le CSP Limoges remporte la Coupe des Coupes à Grenoble.
- 1987 : en France, création de la Ligue Nationale de Basket. Premier essai de l'Open McDonald's.
- 1986 : Spud Webb (1,70 m) remporte le Slam Dunk Contest NBA.
- 1985 : Patrick Ewing est le 1er choix de la Draft de la NBA. Hervé Dubuisson marque 51 points contre la Grèce, record de l'équipe de France.
- 1984 : David Stern devient commisionner de la NBA. Michael Jordan est le 3e choix de la Draft de la NBA. L'Élan béarnais Orthez remporte la Coupe Korać.
- 1983 : dernier titre de champion européen féminin du Daugava Rīga. Le CSP Limoges remporte pour la deuxième fois la Coupe Korać.
- 1982 : le CSP Limoges est le premier club français tous sports confondus à remporter une coupe d'Europe, la Coupe Korać.
- 1981 :
- 1980 : création du Tournoi des Amériques masculin.

## Années 1970
- 1979 :
- 1978 :
- 1977 :

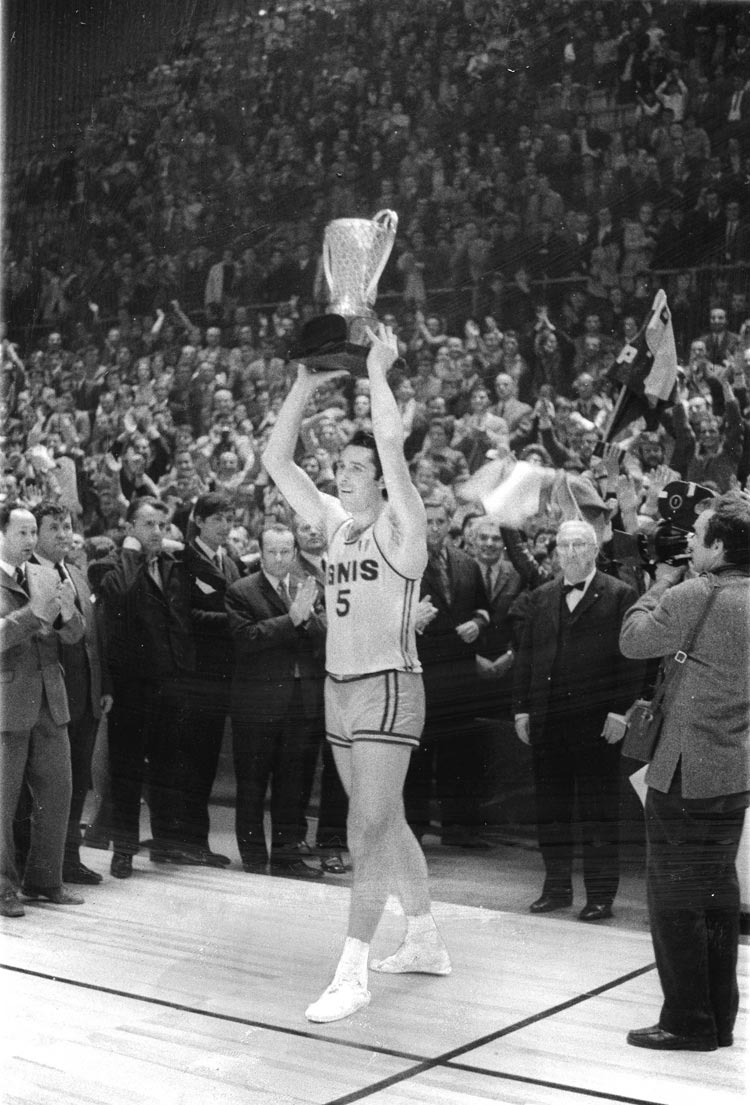
Le Pallacanestro Varese remporte sa première Coupe d'Europe des clubs champions de basket-ball en 1970 ; neuf finales consécutives suivront (pour cinq victoires).

- 1976 : fusion de l'ABA et la NBA sous le nom de cette dernière.
- 1975 : création de la FIBA Amériques.
- 1974 : création du championnat d'Océanie féminin.
- 1973 :
- 1972 : création de la coupe d'Afrique des clubs champions.
- 1971 : création du championnat d'Océanie masculin.
- 1970 : record d'affluence (80 000 spectateurs) pour un match de basket-ball en compétition officielle, le 26 mars 1970 au Stade olympique d'Athènes entre JA Vichy et AEK Athènes (basket-ball)[1].

## Années 1960
- 1969 :
- 1968 :

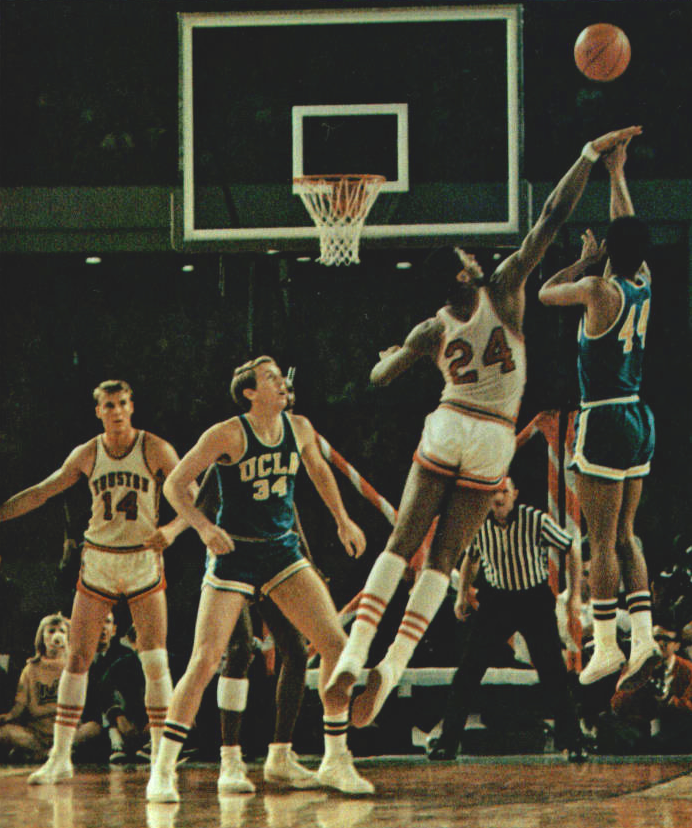
Le match du siècle (basket-ball) en 1968, oppose deux équipes de NCAA, les Cougars de Houston et les Bruins d'UCLA.

- 1967 : création de l'American Basketball Association (ABA). Jean-Pierre Staelens marque 71 points, record du championnat de France.
- 1966 : le Pallacanestro Varese remporte la première Coupe intercontinentale. Création du championnat d'Afrique féminin.
- 1965 :
- 1964 :
- 1963 :
- 1962 : Wilt Chamberlain inscrit 100 points lors d'un match NBA. Création du championnat d'Afrique masculin.
- 1961 : création de la FIBA Afrique.
- 1960 : Jean-Claude Lefebvre est le premier français drafté en NBA. Création du championnat d'Asie de basket-ball.

## Années 1950

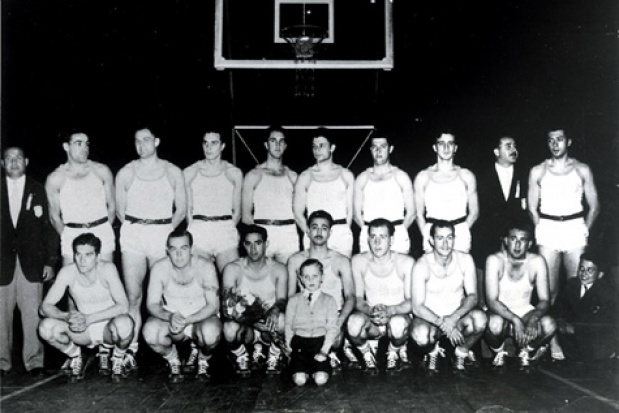
L'Argentine, première championne du monde en 1950.

- 1959 : fondation du Basketball Hall of Fame à Springfield
- 1958 : création de la Coupe d'Europe des clubs champions féminine.
- 1957 : création de la Coupe d'Europe des clubs champions.
- 1956 :
- 1955 :
- 1954 : apparition de la règle des 24 secondes. En France, Roger Haudegand devient le premier joueur à marquer plus de 50 points (58) en championnat.
- 1953 : les États-Unis sont le premier champion du Monde chez les féminines.
- 1952 :
- 1951 :
- 1950 : l'Argentine est le premier champion du Monde.

## Années 1940

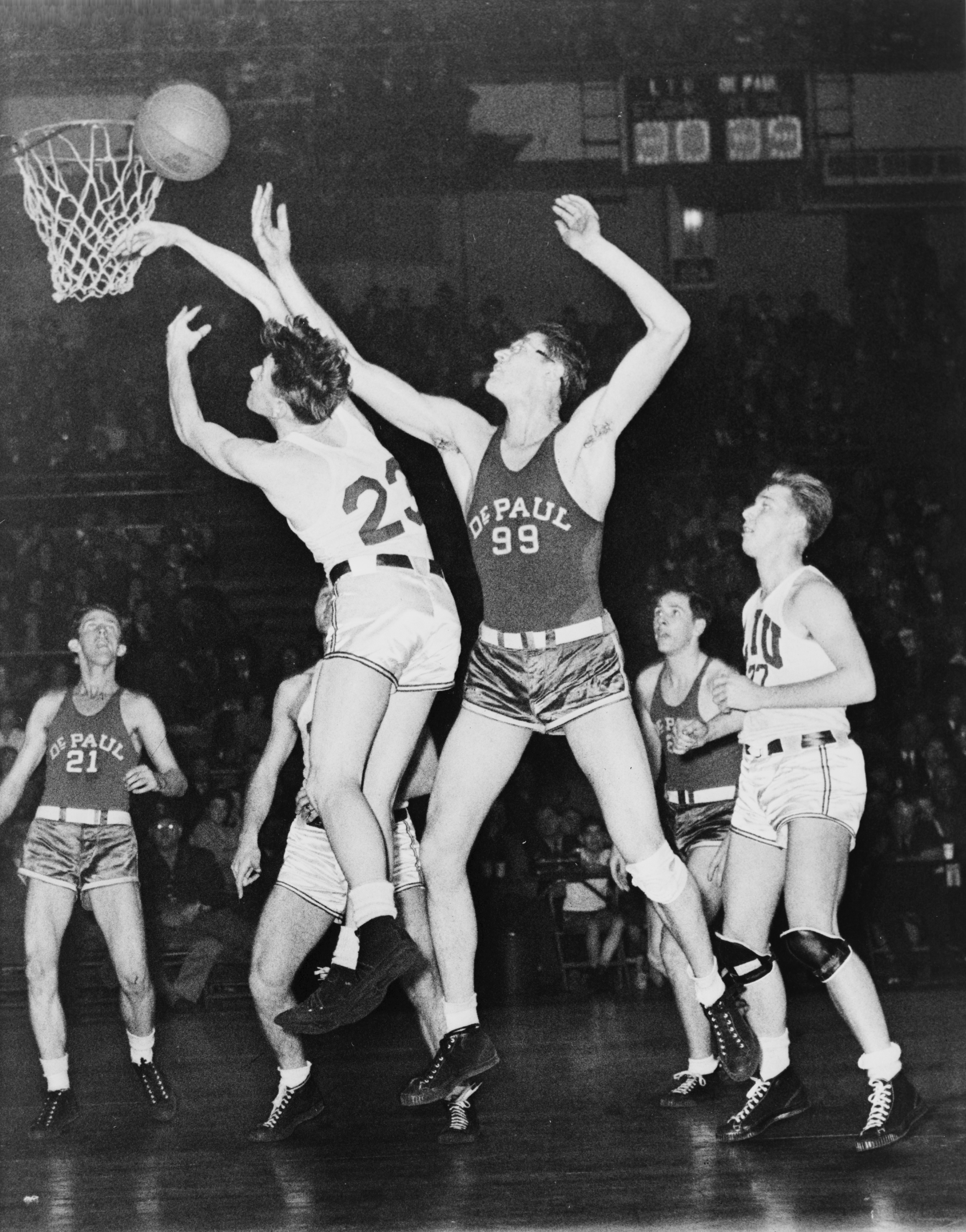
George Mikan, première star de la NBA, ici en 1944.

- 1949 : la NBA nait de la fusion de la BBA et de la NBL.
- 1948 : l'équipe de France obtient la médaille d'argent aux Jeux olympiques.
- 1947 : apparition des playoffs en BBA.
- 1946 : création de la CBA et de la BBA.
- 1945 :
- 1944 :
- 1943 :
- 1942 :
- 1941 :
- 1940 : première retransmission télévisuelle.

## Années 1930

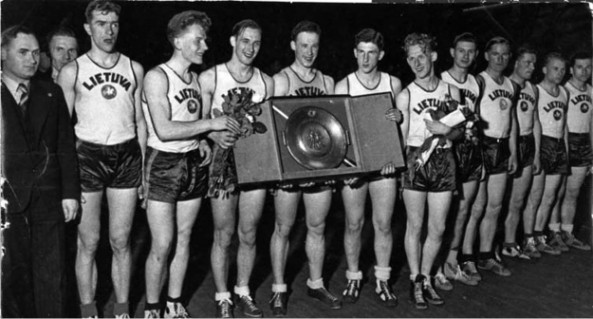
La Lituanie en 1937, championne d'Europe pour la deuxième fois consécutive.

- 1939 : disparition de James Naismith.
- 1938 : l'Italie est le premier champion d'Europe chez les féminines.
- 1937 : Mulhouse est le premier Champion de France chez les féminines.
- 1936 : suppression de l'entre-deux au centre entre chaque panier, première apparition officielle aux Jeux olympiques.
- 1935 : premier championnat d'Europe masculin, remporté par la Lettonie.
- 1934 : le Madison Square Garden accueille son premier tournoi de basket-ball devant 16 200 spectateurs.
- 1933 : nouvelles règles: les 3 secondes et les 10 secondes.
- 1932 : création de la Fédération internationale de basket-ball amateur (ou FIBA).
- 1931 :
- 1930 : création du championnat d'Amérique du Sud masculin.

## Années 1920
- 1929 :
- 1928 :

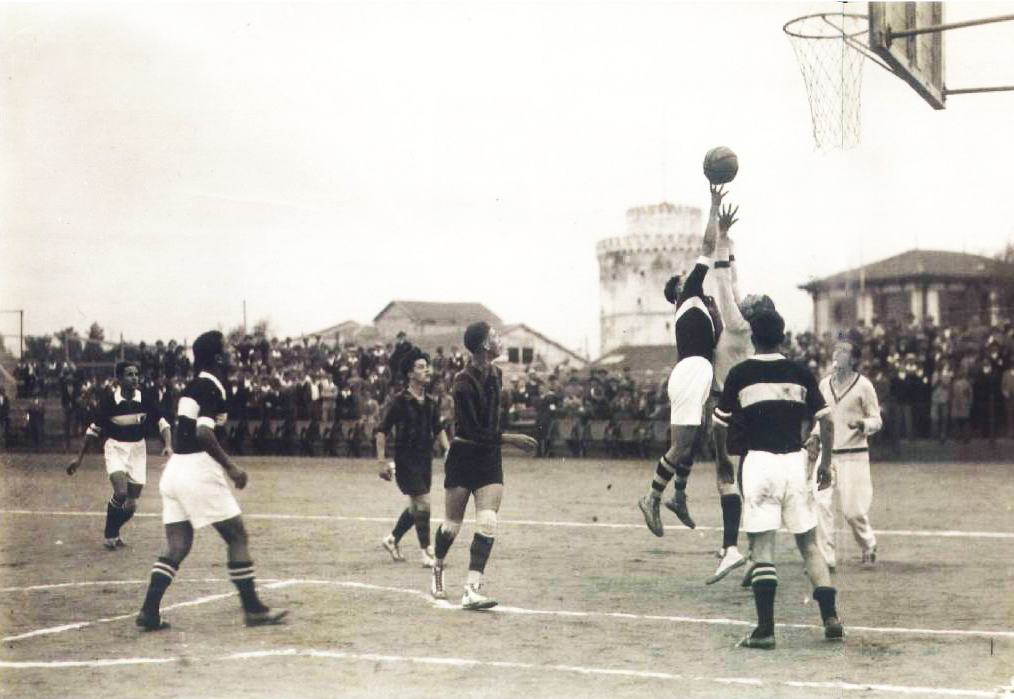
Le PAOK Salonique lors de l'année de sa création, en 1928.

- 1927 : Abe Saperstein monte son équipe, les Harlem Globetrotters.
- 1926 :
- 1925 : l'American Basketball League met en place le premier championnat professionnel de basket-ball aux États-Unis.
- 1924 :
- 1923 :
- 1922 : création du New York Renaissance, première équipe entièrement composée d'afro-américains.
- 1921 : le Stade français est le premier Champion de France.
- 1920 :

## Années 1910

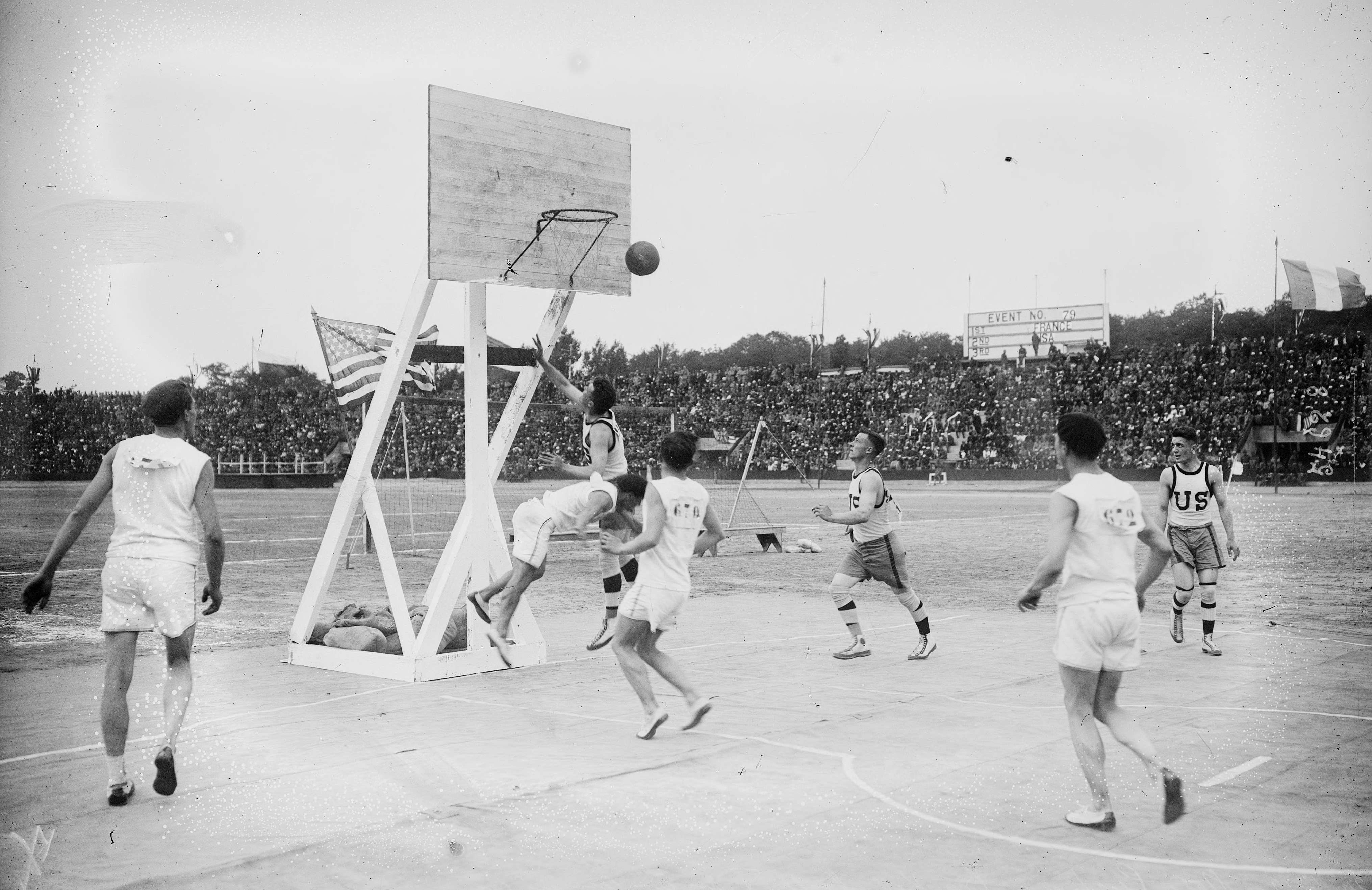
Rencontre France - États-Unis lors des Jeux Interalliés 1919 au Stade Pershing.

## Années 1900

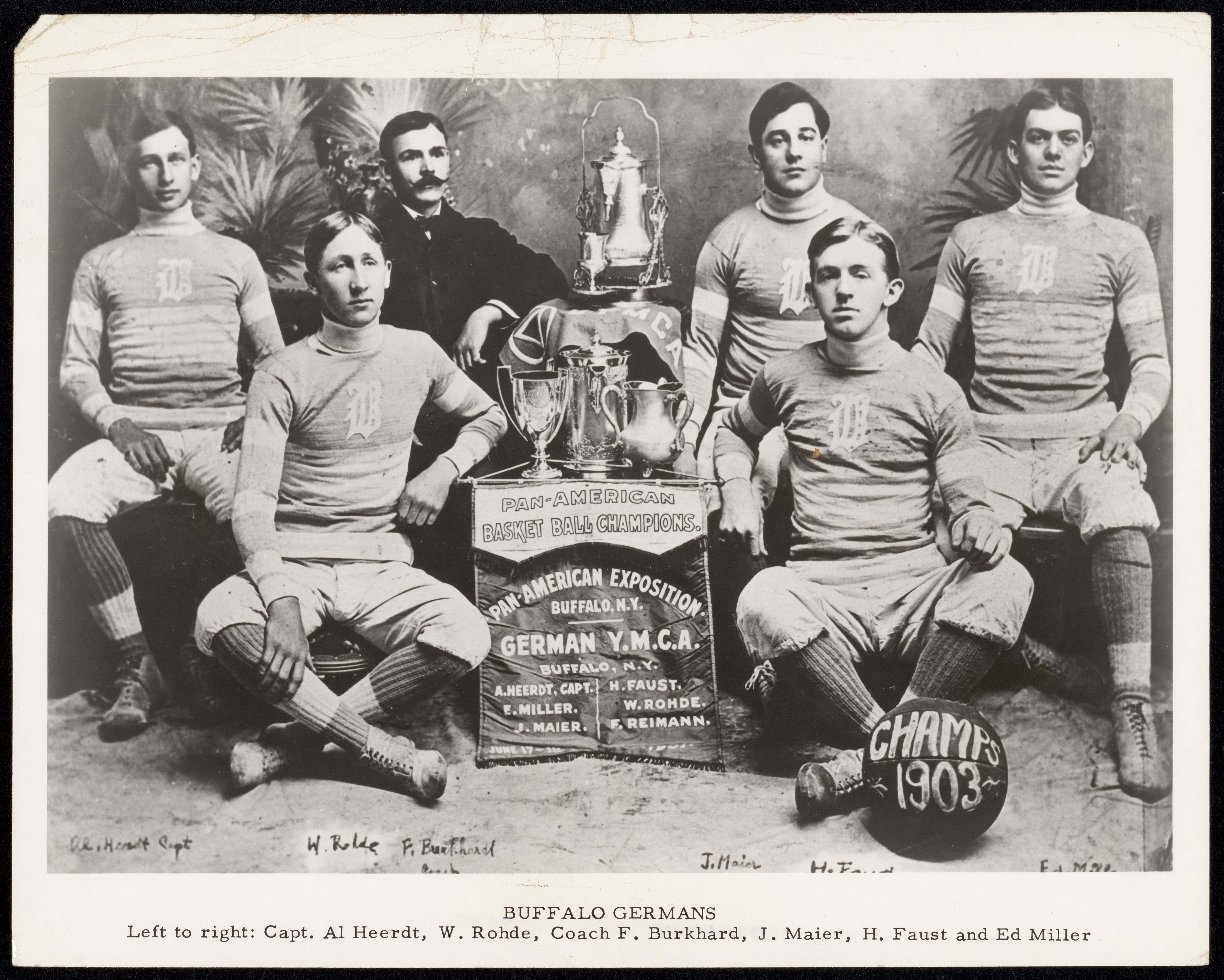
Les Germans de Buffalo en 1903

- 1909 : le club russe de Mayal joue contre le YMCA, pour sans doute le 1er match international de l'histoire du basket-ball.
- 1908 :
- 1907 :
- 1906 :
- 1905 :
- 1904 : le basket-ball est présenté en épreuve de démonstration aux Jeux olympiques de Saint-Louis, les Germans de Buffalo l'emportent.
- 1903 :
- 1902 :
- 1901 :
- 1900 :

## Années 1890

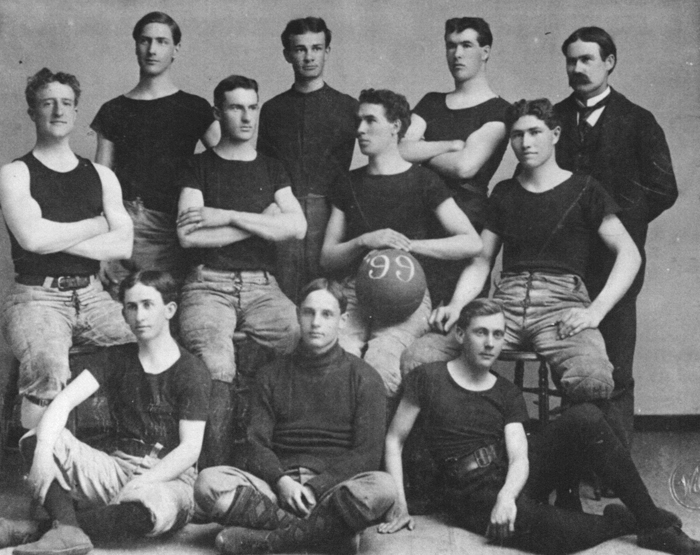
Les Jayhawks du Kansas, dont James Naismith (à droite) est l'entraineur de 1898 à 1907, est la première équipe de basket-ball de l'histoire. (ici en 1899)

- 1898 : création de la première ligue professionnelle (National Basket Ball League).
- 1894 : introduction de la planche derrière le panier.
- 1893 : le ballon de football (soccer) est remplacé par un ballon dédié. Premier match féminin au Smith College à Northampton, organisée par Senda Berenson, professeur d'éducation physique, le 1er mars.
- 1893 : Le 27 décembre, inauguration à Paris au 14 rue de trévise à Paris de la première salle de basket en France construite grâce aux dons de mécène américain et français du mouvement YMCA.
- 1892 : Parution des 13 règles originelles, première démonstration officielle.
- 1891 : 21 décembre : James Naismith, professeur d'éducation physique canadien du collège de Springfield dans l'État du Massachusetts (États-Unis) invente un nouveau jeu. 18 joueurs s'opposent en utilisant un ballon de football et deux paniers de pêches. Le premier panier est marqué par William Chase, l'un de ses étudiants.